# Arguni
Arguni (indonesisch Pulau Arguni) ist eine kleine Insel vor der Küste der Fakfakhalbinsel im Westen von Neuguinea.

## Geographie
Die Insel liegt im Süden der Berau-Bucht und gehört zum indonesischen Regierungsbezirk Fakfak (Provinz Papua Barat). Westlich befinden sich die größere Nachbarinsel Ogar und weitere Inselchen. Im Südwesten von Arguni liegt ein kleines Dorf. Arguni ist seit 2012 ein eigener Distrikt (Distrik) im Regierungsbezirk (Kabupaten) Fak Fak.